# Panique au ministère psychique
 (février 2017).
Si vous disposez d'ouvrages ou d'articles de référence ou si vous connaissez des sites web de qualité traitant du thème abordé ici, merci de compléter l'article en donnant les références utiles à sa vérifiabilité et en les liant à la section « Notes et références ».
Panique au ministère psychique est une émission de radio diffusée sur France Inter au cours de la saison 2008-2009  — les samedis entre 11 h et 12 h —, animée par Philippe Collin et Xavier Mauduit (coauteurs de l'émission) et réalisée par Henri-Marc Mutel, la programmation musicale étant assurée par Thierry Dupin.
C'était une variante de l'émission Panique au Mangin Palace, remplacée en septembre 2009 par La Cellule de dégrisement.

## Présentation
Chaque émission était l'occasion d'un portrait psychologique loufoque d'une personnalité. Au début de la première saison il s'agissait d'animateurs ou journalistes de la station qui remplissaient au préalable un questionnaire exploité ensuite pendant l'émission. Par la suite, ce sont des personnages célèbres qui sont passés entre les mains expertes des deux pseudo-professeurs.
Le générique utilise Frontier Psychiatrist (en) du groupe australien The Avalanches.